# The Donnas
The Donnas is een Amerikaanse rockband die bestaat uit enkel vrouwen.

## Beginjaren
Brett Anderson, Allison Robertson, Maya Ford en Torry Castellano, allemaal geboren in 1979,
leerden elkaar kennen op de middelbare school. In 1993 vormden ze samen een band genaamd Screen ter gelegenheid van een schoolwedstrijd. Op deze wedstrijd speelden ze hun eerste concert. Niet veel later veranderden ze hun groepsnaam naar Ragady Anne, gevolgd door de naam The Electrocutes en uiteindelijk The Donnas.
De vrouwen hebben alle vier zelf geleerd hun instrument te bespelen. Voor hun optredens repeteerden ze in Castellano's garage. The Donnas worden vaak beschreven als een punkband, maar zelf ontkennen ze iets met deze muziekstijl te maken te hebben. In 1996 brachten ze hun eerste album uit, genaamd Ragady Anne, onder hun gelijknamig pseudoniem.
Het veranderen van de groepsnaam naar The Donnas bracht nog andere veranderingen met zich mee. De band startte een samenwerking met producer Darin Raffaelli, wat resulteerde in twee albums. In 1998 werd het album The Donnas uitgebracht, dat volledig was geschreven door Raffaelli en uitgebracht onder diens eigen platenlabel Superteem. De band nam een week vrij van hun middelbare school om door Japan te toeren, waar ze experimenteerden met de muziekstijl riot grrrl. Dit deden ze onder een ander pseudoniem: The Electrocutes. Als The Elektrocutes brachten ze in 1998 nog een album uit, genaamd Steal Yer Lunch Money.
Hierna veranderde de band zowel van platenlabel als van naam, om bij de huidige bandnaam uit te komen. Bij Lookout!Records brachten ze nog drie albums uit : American Teenage Rock'n Roll Machine, Get Skintight en The Donnas Turn 21.

## Groeiende populariteit
In 2002 brachten The Donnas het album Spend the Night uit bij Atlantic Records.
Dit album betekende hun grote doorbraak, vooral door de hit Take It Off en tv-verschijningen in Total Request Live, Saturday Night Live, Jay Leno's The Tonight Show en David Lettermans The Late Show. Tijdens de zomer van 2003 speelde de band op het hoofdpodium van Lollapalooza.
In 2004 brengen The Donnas hun zesde album uit, getiteld Gold Medal. Tot voor deze release hadden alle bandleden een pseudoniem. Ieder lid had de naam Donna gevolgd door de eerste letter van hun achternaam (zo stond Brett bekend als "Donna A"). Bij de release van Gold Medal besluiten The Donnas om dit niet meer toe te passen, om zo duidelijk te maken dat ze nu meer volwassen muziek brachten.

## Soundtracks
De muziek van The Donnas wordt vaak gebruikt als soundtrack van videospellen. You've Got A Crush On Me is te horen in het PlayStation 2 spel Splashdown, Who Invited You is te vinden op de soundtrack van True Crime : Streets of LA and MVP Baseball 2003, I Don't Want to Know wordt gebruikt voor Gran Turismo 4 en Donkey Konga 2 en Take It Off komt voor in de games Guitar Hero en Downhill Domination.
Ook in de filmwereld wordt de muziek van The Donnas gebruikt. De band verscheen als The Electrocutes in de film Drive Me Crazy en in de succesvolle tv-show Charmed met de single Fall Behind Me. The Donnas verschenen ook in de komedie Jawbreaker, waarvoor ze twee soundtracks schreven: Rock 'n Roll Machine en Checkin' It Out. Ze coverden Kiss met het nummer Strutter in de film Detroit Rock City. Hun lied Roll Over Down The Highway is gebruikt in een reclamespot van Disney, en in de eind-credits van Mean Girls, zijn ze te horen met een cover van Billy Idols Dancing With Myself. Recentelijk werden nummers gebruikt in de bioscoopfilms I Love You, Man (Dancing With Myself) en The Hangover (Take It Off).

## Discografie

### Studioalbums
- The Donnas (1998)
- American Teenage Rock 'N' Roll Machine (1998)
- Steal Yer Lunch Money (1999) (als Electrocutes)
- Get Skintight (1999)
- The Donnas Turn 21 (2001)
- Spend the Night (2002)
- Gold Medal (2004)
- Bitchin'  (2007)

### Ep's
- High School Yum Yum (1995)
- Da Doo Ron Ron (1996)
- Let's Go Mano! (1996)
- Finally A Classy Record From... (2001, live-ep)

### Verzamelalbums
- Early Years (2005)
- Greatest Hits Vol. 16 (2009)